# Borislava Ivanova
Borislava Milkova Ivanova –en búlgaro, Борислава Милкова Иванова – (Vidin, 24 de noviembre de 1966) es una deportista búlgara que compitió en piragüismo en la modalidad de aguas tranquilas.
Participó en los Juegos Olímpicos de Seúl 1988, obteniendo una medalla de bronce en la prueba de K4 500 m.

## Palmarés internacional
| Juegos Olímpicos | Juegos Olímpicos     | Juegos Olímpicos  | Juegos Olímpicos |
| Año              | Lugar                | Medalla           | Competición      |
| ---------------- | -------------------- | ----------------- | ---------------- |
| 1988             | Seúl (Corea del Sur) | Medalla de bronce | K4 500 m         |